# PZL
A PZL (lengyelül: PZL – Państwowe Zakłady Lotnicze, magyarul: Állami Repülőgépgyárak) a második világháború előtti időszak legjelentősebb lengyel repülőgépgyára volt, mely 1928–1939 között működött. A PZL elnevezést azonban a második világháború utáni államosított lengyel repülőgépipar is megtartotta és a hagyományokra utalva mint márkanevet használta. 1989-től a repülőgépgyárak önállóvá váltak, de az egyes gyártók továbbra használják a PZL elnevezést. A PZL Mielec vállalat esetében a PZL a Polskie Zakłady Lotnicze (Lengyel Repülőgépgyárak) elnevezés rövidítése.

## A PZL 1928–1939 között
A lengyel Állami Repülőgépgyárakat 1928-ban alapították a korábbi Központi Repülőgép Műhelyek alapjain. Az 1930-as évek legjelentősebb lengyel repülőgépgyártó vállalata volt. Első gyártmánya a licenc alapján gyártott francia PZL-SPAD S.61 volt. A gyár fejlődése szempontjából azonban sokkal jelentősebb volt a Wibault 70 licenc-gyártása, amellyel a PZL elsajátította a fémépítésű repülőgépek gyártástechnológiáját. A gyár konstruktőre, Zygmunt Puławski 1928-ban tervezte első repülőgépét, a PZL P.1 vadászrepülőgépet. Ezt követte a csillagmotoros PZL P.6, amely még szintén prototípus maradt. A P.6 továbbfejlesztésével alakították ki a PZL P.7, majd a PZL P.11 vadászrepülőgépeket, amelyeket sorozatban is gyártottak és 1939-ig a lengyel légierő alapvető vadászrepülőgép-típusai voltak. A P-sorozat utolsó tagja, a PZL P.24 már csak jóval Puławski 1931-es halálát követően készült el, és csak exportra gyártotta a PZL. Az 1930-as évek sikeres konstrukciói voltak a sorozatban gyártott PZL.23 Karaś felderítő és könnyű bombázó repülőgép és a PZL.37 Łoś közepes bombázó. A PZL kisebb mennyiségben gyártott sportrepülőgépeket (PZL.5, PZL.19 és PZL.26), futárrepülőgépet (PZL Ł.2). A gyár utolsó típusai a csak prototípus szintjéig jutott PZL.50 Jastrząb vadászrepülőgép és a PZL.44 Wicher utasszállító repülőgép voltak.
1934-től a PZL legfőbb üzeme Varsó Okęcie városrészében (a varsói repülőtér szomszédságában) működött. Az 1930-as évek második felében a PZL Mielecben is felépített egy repülőgépgyárat, ez a PZL WP–2 (Wytwórnia Platowców, magyarul: 2-es számú repülőgépgyár) nevet kapta. Ezt követően az okięciei központi üzemet PZL WP–1 névre (1-es számú repülőgépgyár) nevezték át. A mieleci 2-es gyár csak részegységeket gyártott. A PZL harmadik gyára a Varsóban működő PZL WS–1 (Wytwórnia Silników, motorgyár) volt, ahol a brit Vickers gyár Jupiter és Mercury csillagmotorjainak licencgyártása folyt. 1936-ban a PZL felügyelete alá került az 1932-ben államosított Podlasiei Repülőgépgyár (PWS).
Lengyelország 1939-es megszállását követően a PZL üzemeinek jelentős része megsemmisült, a használható gyártóberendezéseket pedig a megszálló hatalmak elszállították.

## Utódvállalatai a második világháború után

### PZL „Warszawa-Okęcie”
A háborút követően a PZL lerombolt üzemeit újjáépítették. A Varsó-Okiecie-i PZL WS–1 bázisán először létrejött a Repülőgépek Központi Kutatóintézete (CSS – Centralne Studium Samolotów), amelyet később WSK–4-re neveztek át (WSK – Wytwórnia Sprzetu Komunikacyjnego, magyarul: Közlekedési Eszközök Gyára), majd 1956-ban pedig a WSK-Okęcie nevet kapta. A gyár azonban továbbra is a PZL jelölést használta a repülőgépei típusjelzésében. Legnagyobb számban többcélú könnyű repülőgépeket gyártott. Egyik legismertebb modellje a Magyarországon is használt és népszerű PZL–104 Wilga volt. 1989-ben a gyár felvette a PZL „Warszawa-Okecie” nevet, 1995-től pedig PZL „Warszawa-Okecie” S. A. néven részvénytársasági formában működik.

### WSK PZL-Mielec / PZL-Mielec
A PZL Mielecben felépített egykori WP–2 gyárát a háború után WSK „PZL-Mielec” néven indították újra. Elsősorban katonai célú repülőgépeket gyártott, főként a Szovjetuniótól kapott, vagy vásárolt licencek alapján. Ott gyártották a MiG–15 lengyel változatait, a Lim–1 és Lim–2 vadászrepülőgépeket, valamint a Lim-5 (MiG–17) vadászrepülőgépet és a Lim–6 vadászbombázót. A mieleci gyár szovjet tervek alapján nagy mennyiséget gyártotta az An–2 szállító repülőgépet is. Később a gyár saját tervezésű repülőgépeket is készített, így Mielecben készült a TS–11 Iskra sugárhajtású kiképző és gyakorló repülőgép, az M–15 Belphegor sugárhajtású mezőgazdasági repülőgép, valamint a PZL M–18 Dromader mezőgazdasági repülőgép. A PZL M28 Bryza a szovjet licenc alapján gyártott An–28 továbbfejlesztett változata. 1989-ben a gyár a PZL Mielec nevet vette fel (ahol a PZL a Polskie Zakłady Lotnicze, magyarul Lengyel Repülőgépgyárak név rövidítése). 2007-ben amerikai tulajdonba került és a Sikorsky Aircraft Co. irányítása alatt működik.

### WSK „PZL-Świdnik”
1951-ben új repülőgépgyárat építettek Lengyelországban. A Lublin közelében, Świdnikben felépített WSK-Świdnik gyárban szovjet tervek alapján helikoptereket kezdtek el gyártani. 1957-ben átnevezték, ezt követően WSK „PZL-Świdnik” néven működött. Első gyártmánya a Mi–1 helikopter lengyel változatai, az SM–1 és SM–2 voltak. Később elkezdték a Mi–2 sorozatgyártását is. Ezt a típust ugyan a Szovjetunióban tervezték, de kizárólag Lengyelországban gyártották. Az 1980-as évek végén a gyár saját tervezésű típussal, a PZL W–3 Sokół helikopterrel jelent meg, majd ezt követte a PZL SW–4 könnyű helikopter. Az 1991-ben a gyárat átnevezték PZL-Świdnik névre. Az 1990-es évektől Świdnikben külföldi helikopterekhez és repülőgépekhez – pl. Augusta, Bell, Cessna – is gyártanak alkatrészeket. A gyárban vitorlázó repülőgépek is készít.

### WSK „PZL-Kalisz”
Repülőgépmotorokat gyártó és javító vállalat Kaliszban. A cégnek nem volt közvetlen előzménye az egykori Állami Repülőgépgyárak. A cég nevében a PZL jelzés a lengyel repülőgépipari hagyományokból ered. 1941-ben a német megszállás idején aéapított gépgyár. 1952-től gyárt repülőgépmotorokat. Kezdetben az M–11, majd az AI–14 és az AS–62 csillagmotor készült ott szovjet licenc alapján. A cég fő gyártmánya a napjainkban is gyártott ASz–62IR kilenchengeres csillagmotor.

### WSK „PZL-Rzeszów”
Repülőgép-alkatrészek, berendezések és hajtóművek gyártásával foglalkozó vállalat. 1937-ben hozták létre Rzeszówban a varsó PZL repülőgépgyár 2. sz. motorgyáraként. Első gyártott modelljei a csehszlovák Walter cég négyhengeres Junior és Major típusú soros motorjai, vala, mint a brit Bristol Pegasus csillagmotorok voltak.
A Lengyelország elleni német támadás során, 1939. október 9-én a gyár német megszállás alá került. Német motorgyárak felügyelete alatt motorjavítással és repülőgépmotor-alkatrészek gyártását végezte a háború alatt. 1944 augusztusában foglalta el a szovjet Vörös Hadsereg. A katonai igazgatás alatt lévő gyárban ZiSZ és GAZ tehergépkocsikat javítottak és hídelemeket gyártottak. 1945 júliusában visszakerült lengyel fennhatóság alá a gyár. A motorjavítás mellett az 1940-es évek végétől indult meg a szovjet repülőgépmotorok licencgyártása. Az első ilyen motor a Svecov M–11 csillagmotor volt. Ettől kezdve a Lengyelországban előállított repülőgépek és helikopterek motorjainak és hajtóműveinek fő előállítója volt a PZL-Rzsezsów. A következő jelentős mérföldkő az 1950-1952-es időszak volt, amikor elindult a sugárhajtóművek gyártása Rzseszówban, kezdetben szovjet licenc alapján, majd később saját, lengyel fejlesztésű sugárhajtóművek is készültek.
A vállalat 1976-ban kezdett együttműködést a Pratt & Whitney Canada céggel a PHZ PEZETEL közvetítő cégen keresztül. A lengyel cég kezdetben a PT–6 légcsavaros gázturbinákhoz gyártott alkatrészeket.
2002 márciusában a vállalat addig állami tulajdonban lévő részvényeinek 85%-át az amerikai United Technologies Corporation (UTC) vásárolta meg. Napjainkban Pratt & Whitney Rzeszów néven működik.
Jelenlegi fő gyártmányai az An–28-on és a PZL M28-on alkalmazott TWD–10B légcsavaros gázturbina, a Mi–2-be épített GTD–350 szabadturbinás hajtómű, valamint a W–3 Sokół különböző változatain használt PZL 10W szabadturbinás hajtómű. 2006 májusától a WSK „PZL-Rzeszów” szerelte össze a lengyel légierőben rendszeresített F–16-os vadászrepülőgépek gázturbinás sugárhajtóműveit.

### PZL-Hydral
A Wrocław Psie Pole városrészében, az egykori Rheinmetall-Borsig üzem helyén 1946–1947 során létrehozott Fasil motorgyárat 1951-ben csatolták a repülőgépgyártó WSK vállalatcsoporthoz. 1970-1974 között Kombinat Delta-Hydra néven működött, 1975-től 1993-ig Kombinat „PZL-Hadyral” volt a neve. 1993 decemberétől Kombinat „PZL-Hydral” S.A. néven részvénytársasági formában működik. A vállalat repülőgépeken és helikoptereken használatos hidraulikus berendezéseket gyárt.

## A PZL-gyártmányok

### 1939-ig

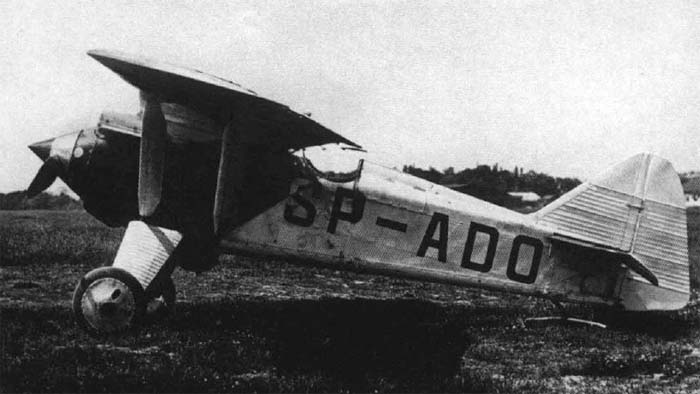
A PZL P.1 második prototípusa

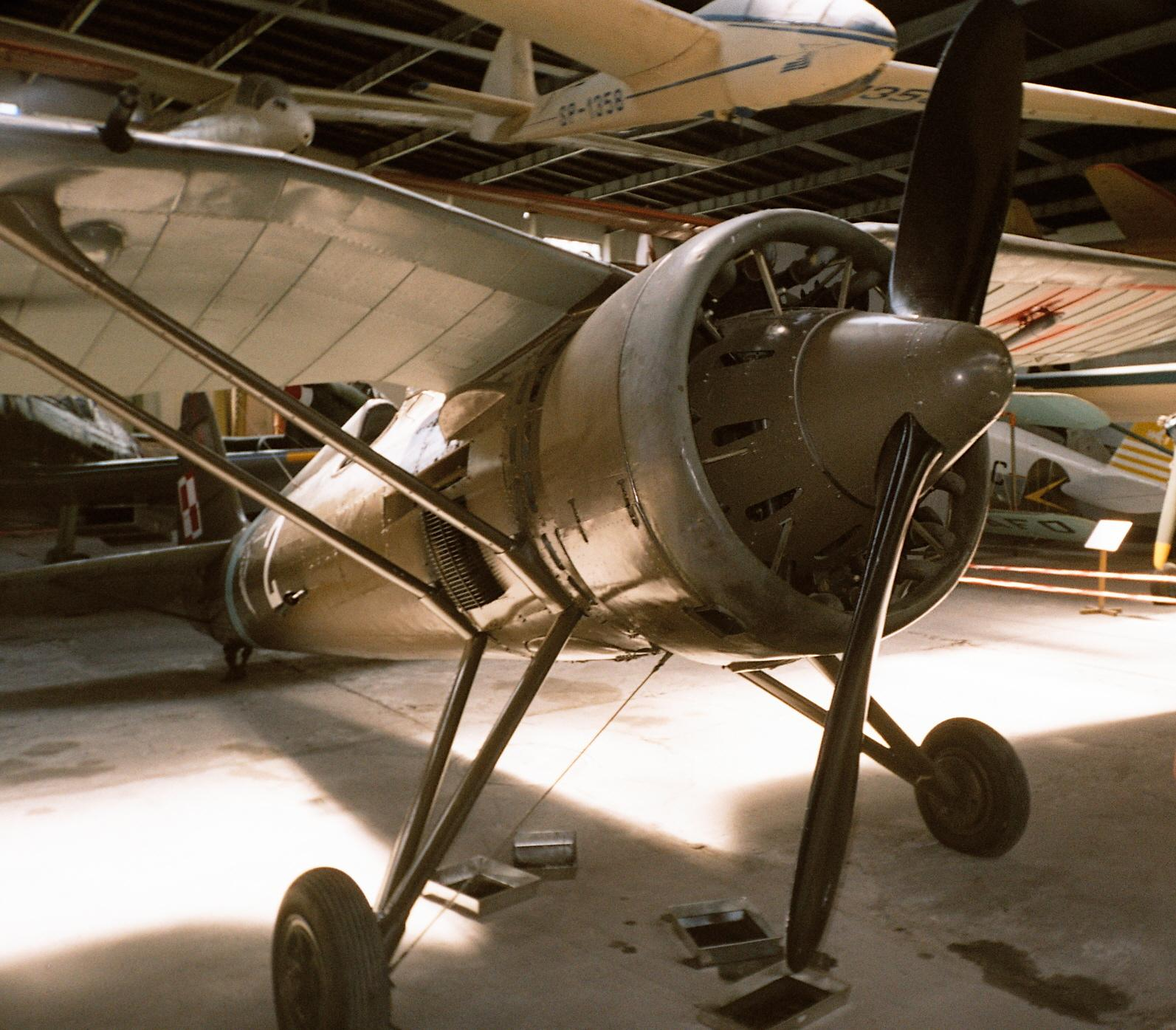
PZL P.11

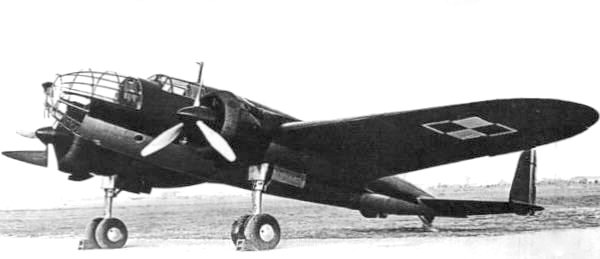
PZL.37 Łoś

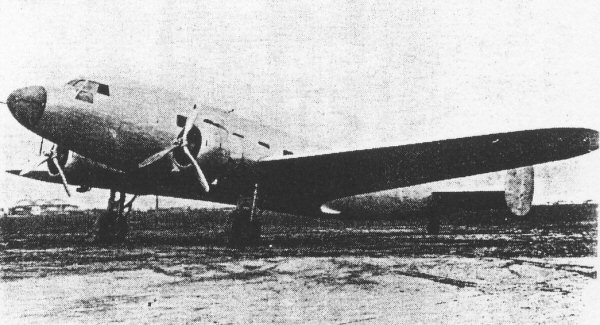
PZL.44 Wicher

- PZL-SPAD S.61 – licenc alapján gyártott kétfedelű vadászrepülőgép (1928/1929)
- PZL Wibault 7 – licenc alapján gyártott vadászrepülőgép (1929/1930)
- PZL Ł.2 – futárrepülőgép (1929)
- PZL.3 – bombázó repülőgép, csak terv
- PZL.4 – utasszállító repülőgép, prototípus (1932)
- PZL.5 – vízi sportrepülőgép (1930/1931)
- PZL P.6 – vadászrepülőgép prototípus (1930)
- PZL P.7 – vadászrepülőgép (1930-1932)
- PZL.8 – hidroplán, csak terv
- PZL P.8 – vadászrepülőgép prototípus (1931)
- PZL.9 – felderítő és tengerészeti megfigyelő hidroplán
- PZL P.9 – vadászrepülőgép prototípus
- PZL P.10 – vadászrepülőgép prototípus
- PZL P.11 – vadászrepülőgép (1931–1934)
- PZL.12 – amfíbia prototípus (1931)
- PZL.13 – utasszállító repülőgép, terv (1930/1931)
- PZL.15 – tengerészeti megfigyelő repülőgép (hidroplán)
- PZL.16 – utasszállító repülőgép, prototípus (1932)
- PZL.17 – utasszállító repülőgép, terv
- PZL.18 – torpedóvető hidroplán
- PZL.19 – sportrepülőgép (1932)
- PZL.22 – kísérleti repülőgép (1934)
- PZL.23 Karaś – könnyűbombázó (1934/1936)
- PZL P.24 – vadászrepülőgép (1933/1936)
- PZL.26 – sportrepülőgép (1934)
- PZL.27 – utasszállító repülőgép, prototípus (1934)
- PZL.30 Żubr – közepes bombázó (1936/1938)
- PZL.37 Łoś – közepes bombázó (1936/1938)
- PZL.38 Wilk – vadászrepülőgép, prototípus (1938)
- PZL.42 – könnyű bombázó, prototípus (1936)
- PZL.43 – könnyű bombázó (1936/1939)
- PZL.44 Wicher – utasszállító repülőgép, prototípus (1938)
- PZL.45 Sokół – vadászrepülőgép, prototípus
- PZL.46 Sum – könnyű bombázó (1938)
- PZL.48 Lampart – vadászrepülőgép, terv
- PZL.49 Miś – közepes bombázó, terv
- PZL.50 Jastrząb – vadászrepülőgép, prototípus (1939)
- PZL.53 Jastrzab II – vadászrepülőgép, terv
- PZL.54 Rys – vadászrepülőgép, terv
- PZL.56 Kania – vadászrepülőgép, terv
- PZL.62 – vadászrepülőgép, terv

### CSS – WSK-Okęcie – PZL „Warszawa-Okecie”

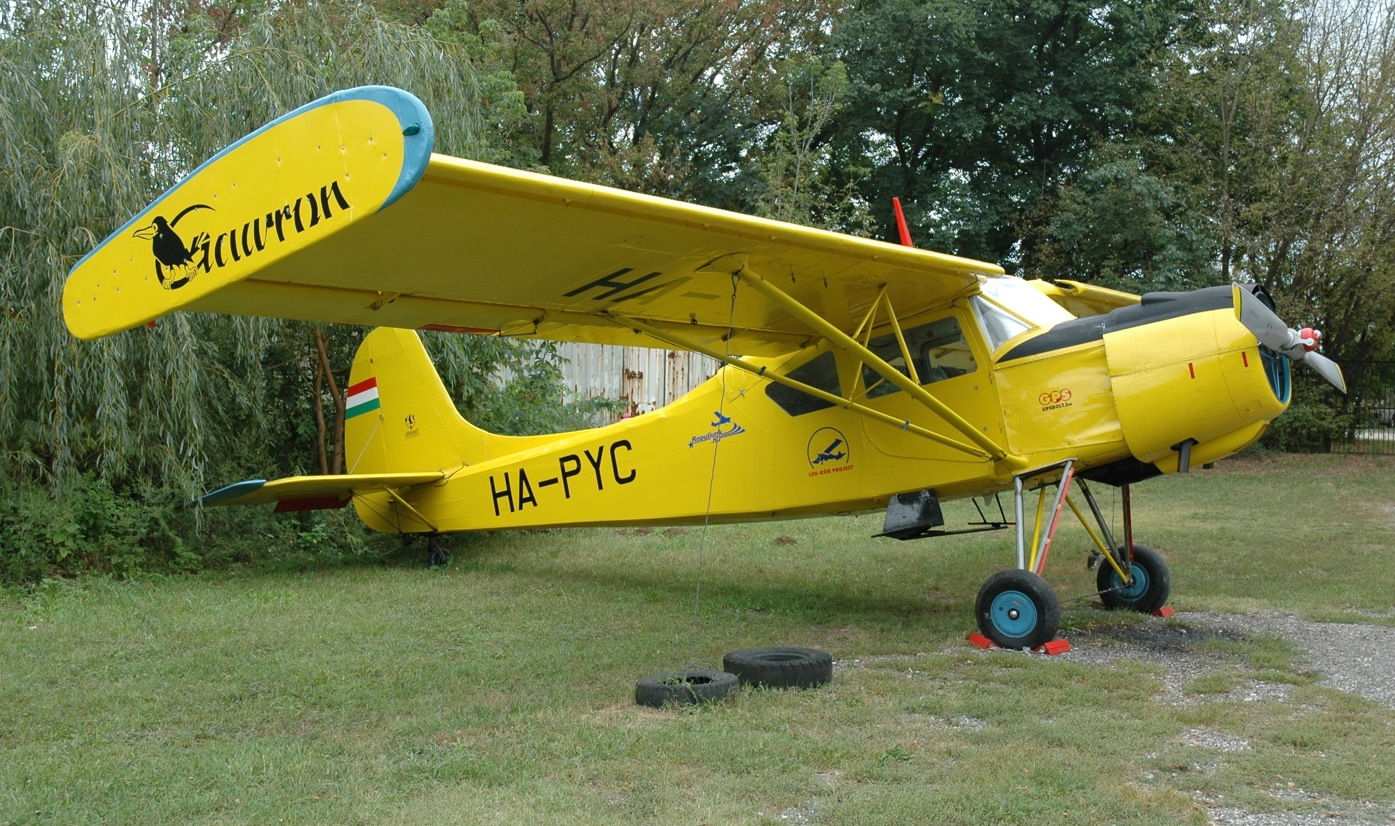
PZL–101 Gawron

- CSS–13 – többcélú repülőgép, a Polikarpov Po–2 licenc-változata (1948)
- LWD Junak – kiképző és gyakorló repülőgép (1948/1951)
- Jak–12 – többcélú repülőgép, szovjet licenc alapján (1956)
- PZL–101 Gawron – többcélú repülőgép (1958/1960)
- PZL–102 Kos – sportrepülőgép (1958/1959)
- PZL–104 Wilga – többcélú repülőgép (1963/1964)
- PZL–105 Flaming – többcélú repülőgép (1989)
- PZL–106 Kruk – mezőgazdasági repülőgép (1973/1977)
- PZL–110 Koliber – sport- és gyakorló repülőgép (1978)
- PZL–130 Orlik – kiképző és gyakorló repülőgép (1984/1992)
- PZL–230 Skorpion – csatarepülőgép, terv

### WSK-Mielec – PZL-Mielec

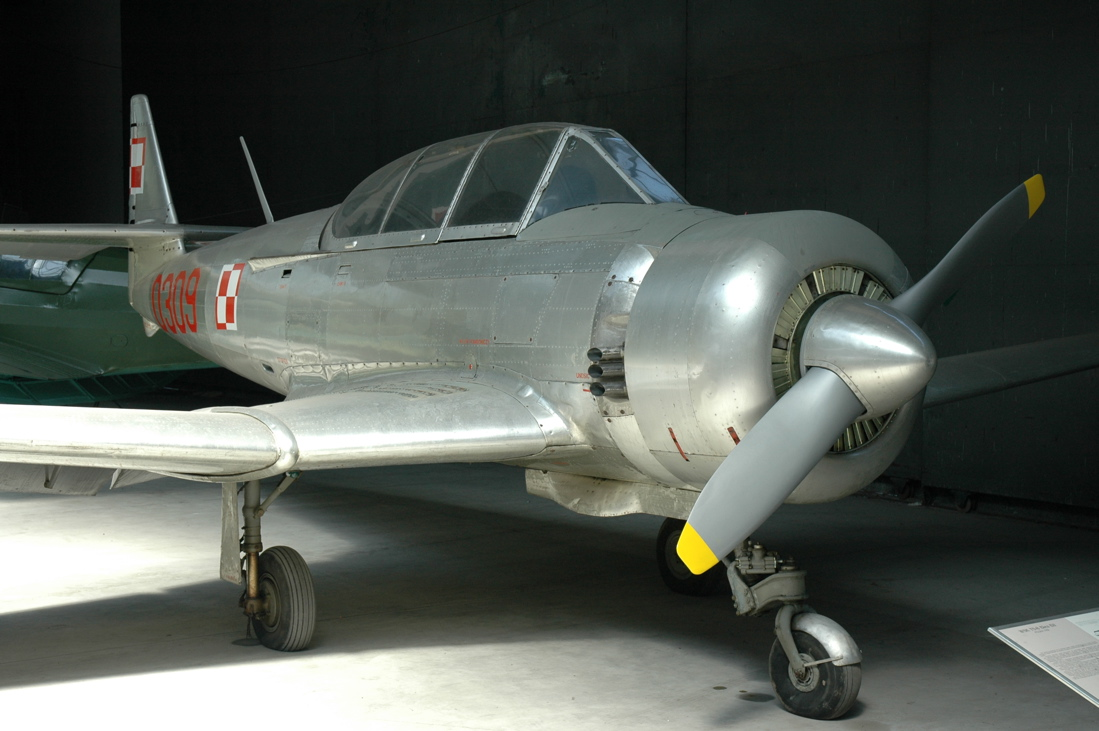
TS–8 Bies

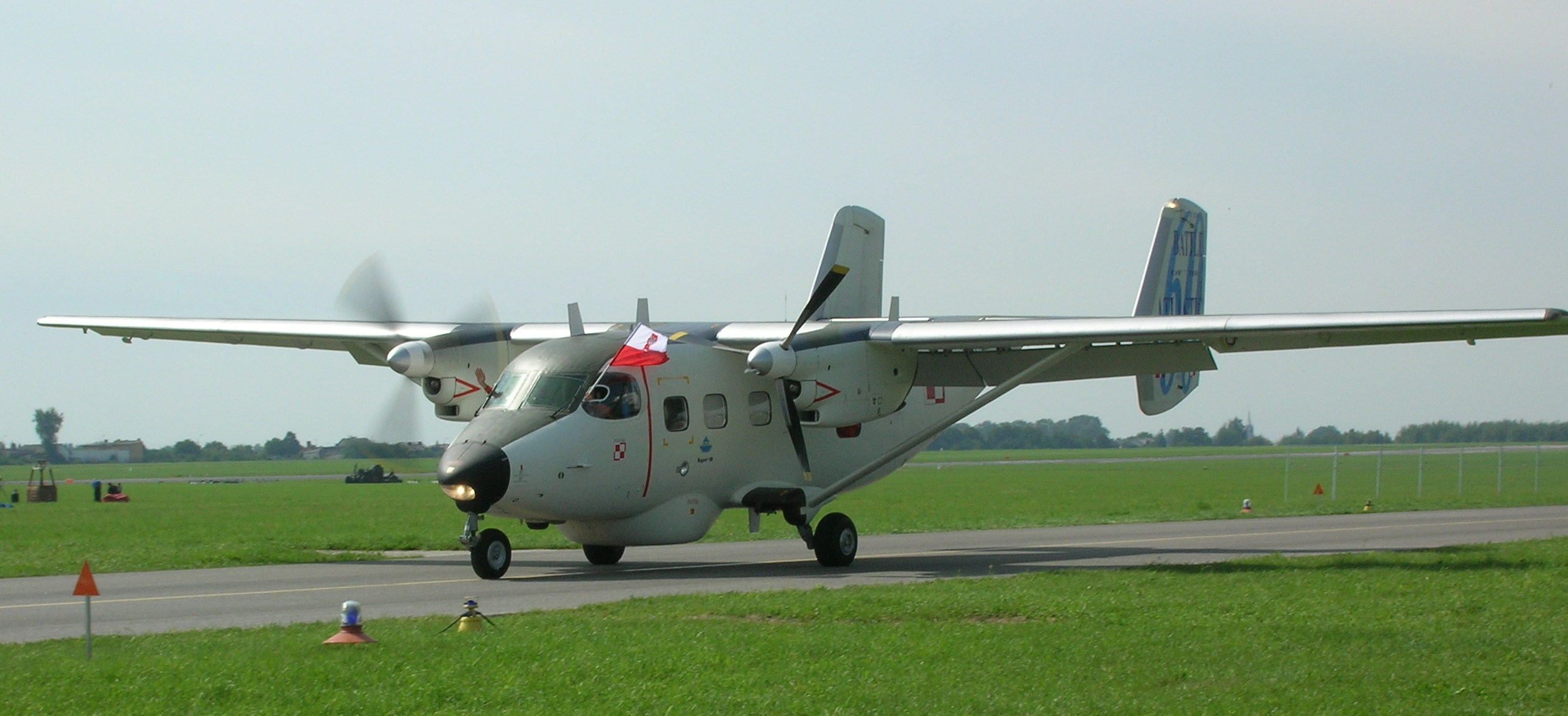
PZL M28 Bryza

- CSS–10 – kiképző repülőgép (1948/1949)
- LWD Szpak – sportrepülőgép (1945/1948)
- LWD Żak – sportrepülőgép (1947/1948)
- TS–8 Bies – kiképző és gyakorló repülőgép (1955/1957)
- An–2 – többcélú szállító repülőgép, szovjet licenc (1960)
- Lim–1 – vadászrepülőgép, a MiG–15 lengyel licenc-változata (1953)
- Lim–2 – vadászrepülőgép, a MiG–15bisz licenc-változata (1954)
- Lim–5 – vadászrepülőgép, a MiG–17 lengyel licenc-változata (1956)
- Lim–6 – vadászbombázó repülőgép (1961)
- TS–11 Iskra – kiképző és gyakorló repülőgép (1960/1963)
- M–15 Belphegor – mezőgazdasági repülőgép (1973/1976)
- PZL M18 Dromader – mezőgazdasági és tűzoltó repülőgép (1976/1978)
- PZL M28 Bryza – könnyű szállító repülőgép, az An–28 lengyel licenc-változata (1984)
- PZL M–20 Mewa – többcélú repülőgép, a Piper Seneca II licenc-változata (1979/1989)
- PZL M–21 Dromader Mini – mezőgazdasági repülőgép (1987)
- PZL M–24 Dromader Super – mezőgazdasági repülőgép (1987)
- PZL M–25 Dromader Mikro – mezőgazdasági repülőgép (1987)
- PZL M26 Iskierka – gyakorló repülőgép
- PZL I–22 Iryda – kiképző és gyakorló repülőgép (1985/1992)

### WSK „PZL Swidnik” – PZL-Swidnik

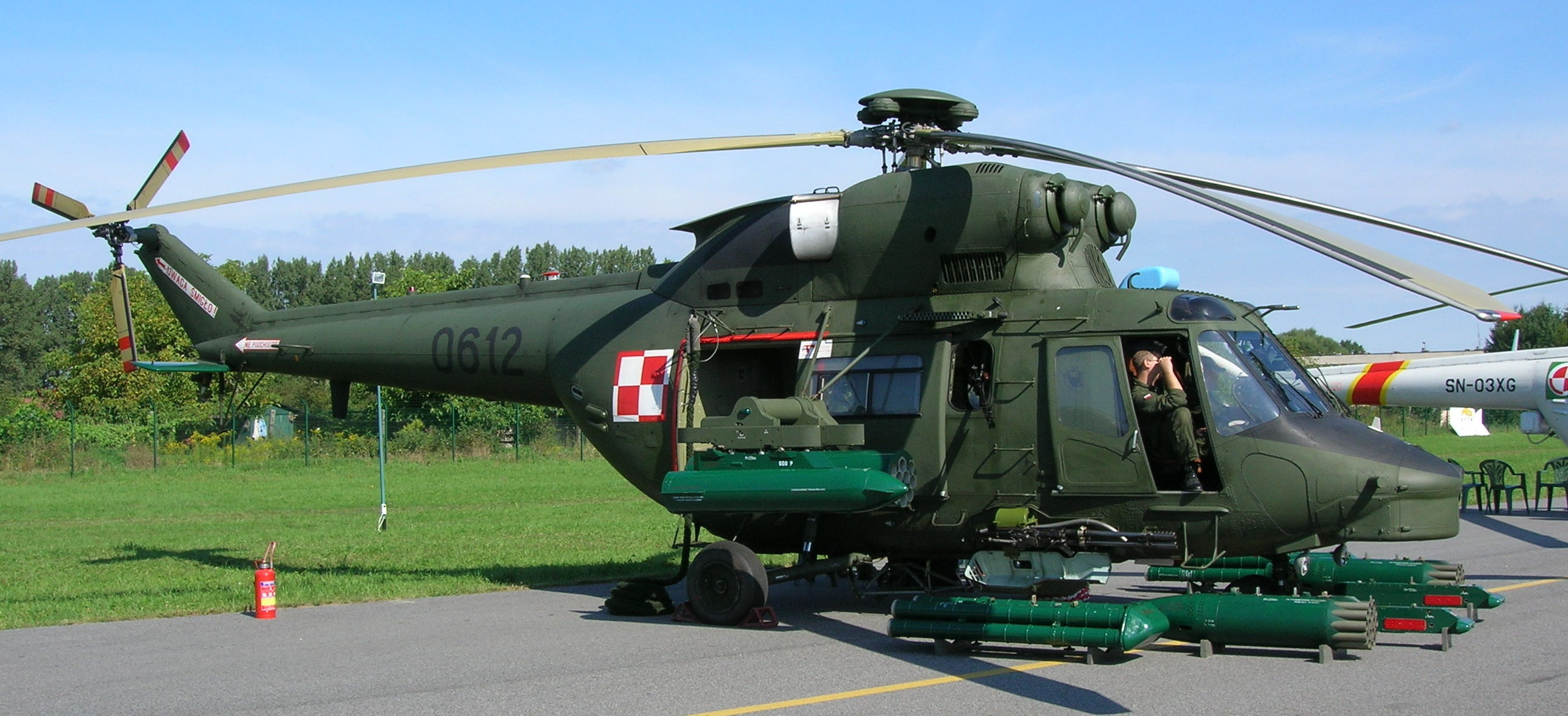
PZL W–3 Sokół

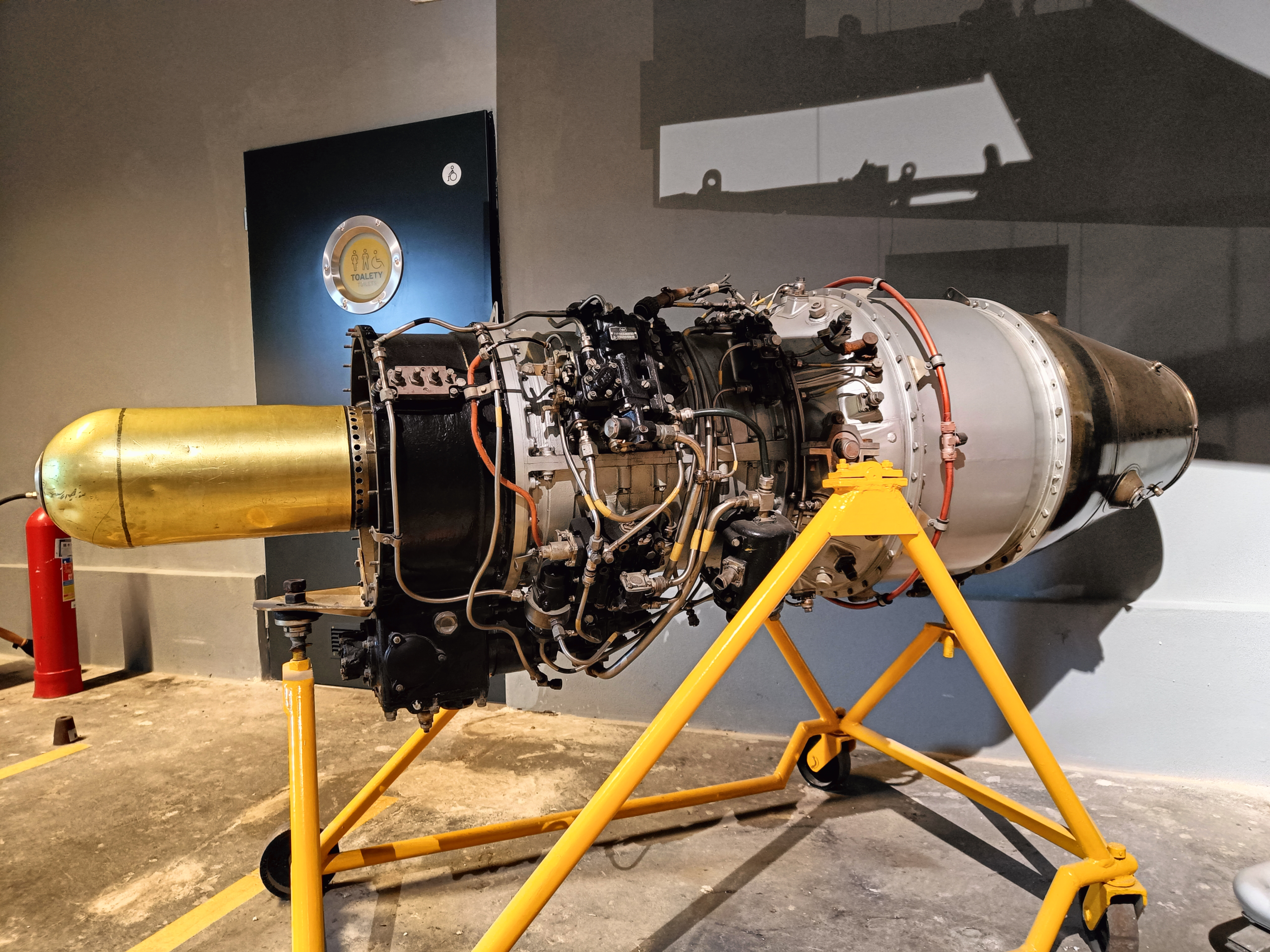
SO–1 gázturbinás sugárhajtómű

- PZL SM–1 – könnyű helikopter, a Mi–1 licenc-változata (1957)
- PZL SM–2 – könnyű helikopter, a Mi–1 továbbfejlesztett változata (1962)
- PZL Mi–2 – helikopter, a Mi–2 licenc-változata (1966)
- PZL W–3 Sokół – többcélú helikopter (1979/1987)
- PZL Kania – helikopter, a PZL Mi–2 továbbfejlesztett változata
- PZL SW–4 Puszczyk – könnyű helikopter

### WSK „PZL-Rzseszów”
- LiT–3, PZL–3 – Az Ivcsenko AI–26 csillagmotor lengyel licenc változata
- ASz–62R – A Svecov AS–62 licenc-változata
- SO–1 – gáztubinás sugárhajtómű
- LiS–2 – A Lim–2 vadászrepülőgéphez használt hajtómű
- LiS–5 – A Lim–5 vadászrepülőgépen használt hajtómű
- SO–3 és SO–3W	– Az SO–1 továbbfejlesztett változata TS–11-hez
- AI–14RA – az Ivcsenko AI–14 csillagmotor licenc-változata, a PZL–104 Wilga gépen használják
- GTD–350 – a Mi–2-n alkalmazott gázturbina
- TWD–10B – az An–28-on alkalmazott hajtómű
- PZL–10S – Az M28 Bryza hajtóműve
- PZL–10W – a W–3 és W–3A helikoptereken alkalmazott hajtómű
- K–15 és K–16 – az I–22 gázturbinás sugárhajtóműve